# Cyligramma latona
Cyligramma latona là một loài bướm đêm thuộc họ Noctuidae. Nó được tìm thấy ở miền tây Châu Phi, bao gồm Guinea.

## Hình ảnh

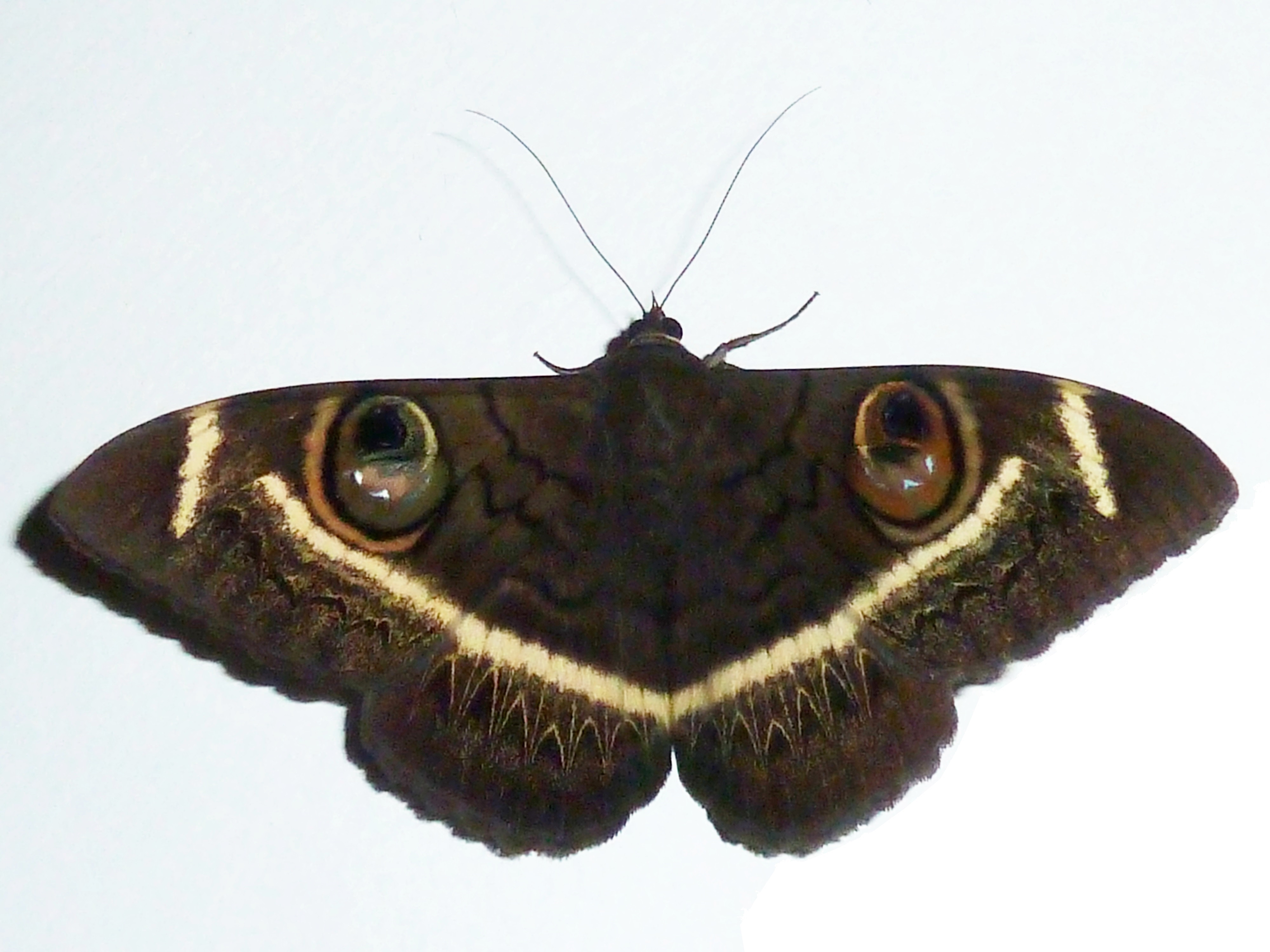
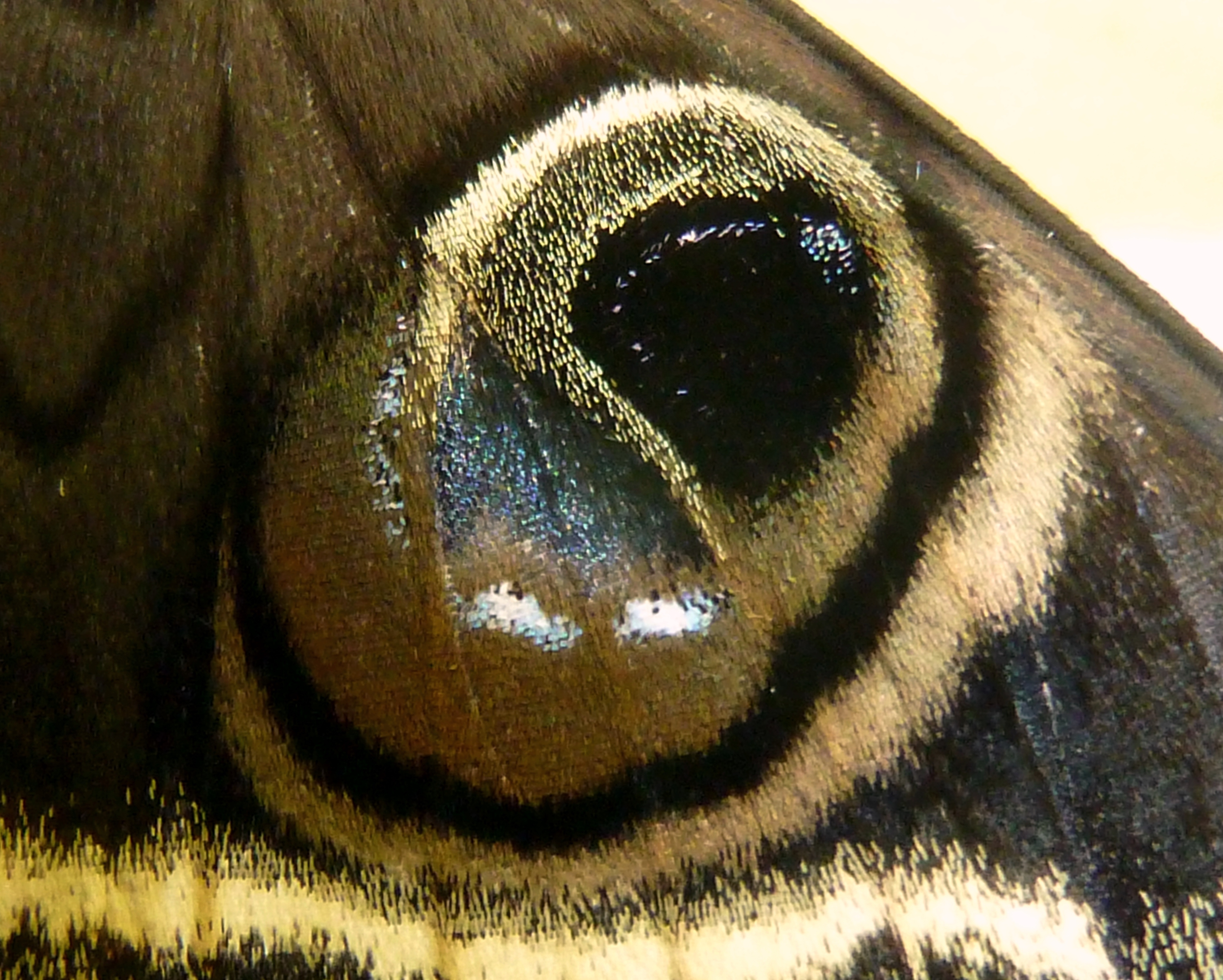
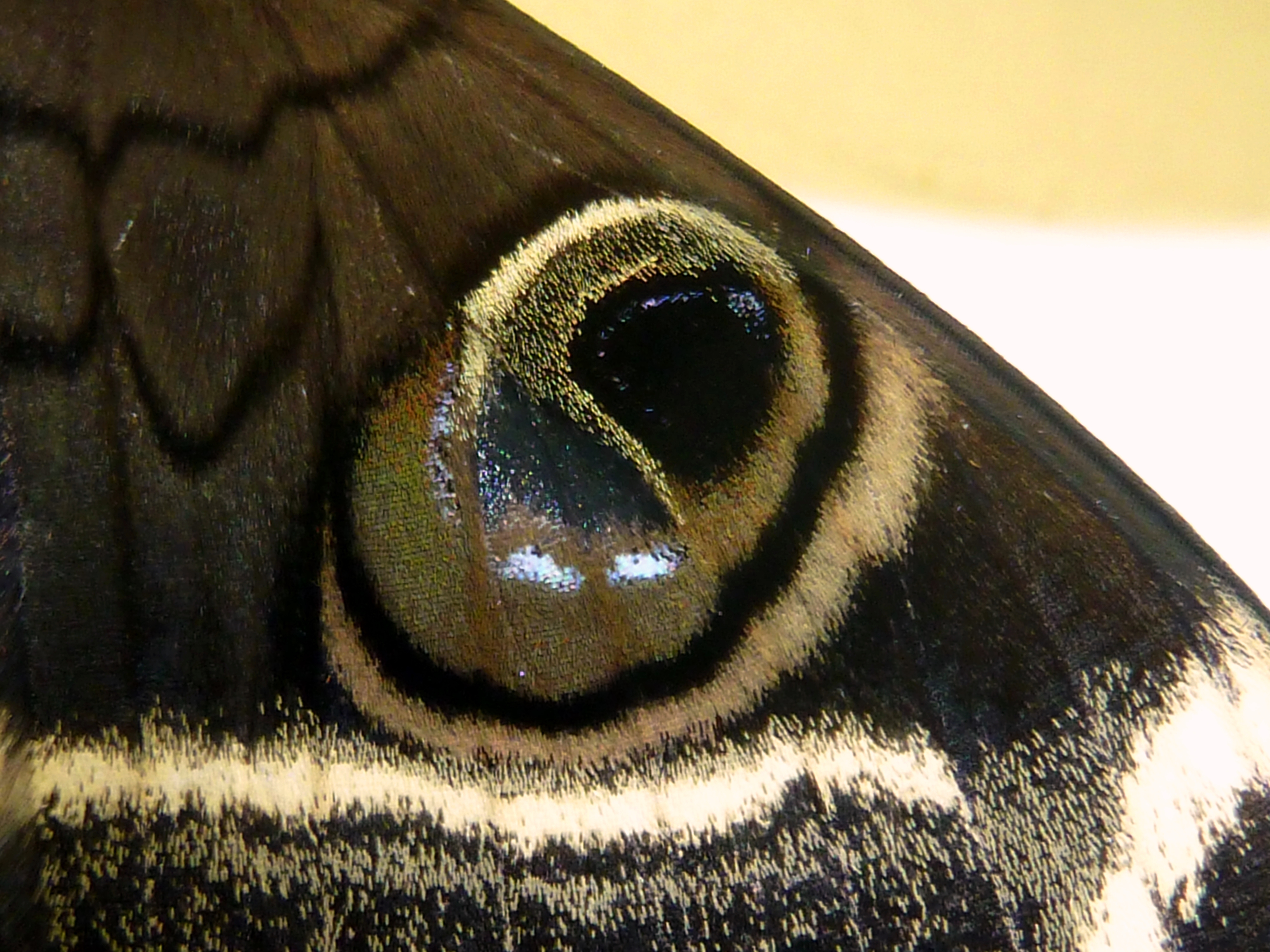